# 蘇菲·金索拉
蘇菲·金索拉（Sophie Kinsella，1969年12月12日—，原名Madeleine Wickham），是一位英國作家，購物狂系列小說的作者。她畢業於英國牛津大學，曾擔任財經記者。
她的著作《購物狂的異想世界》在2000年出版後，使她成為文壇新星。其購物狂系列小說亦成為《紐約時報》及《出版家週刊》的暢銷書籍，如今全球總銷售逾2,000,000冊，並擁有超過22種語言的翻譯本。而華特迪士尼公司已買下《購物狂的異想世界》的改編版權。另外，蘇菲．金索拉其他著作——《我的A級秘密》及《家事女神》也將會被改編為電影。

## 生活
蘇菲．金索拉與丈夫現定居於英國倫敦，二人育有三子。

## 購物狂系列著作
- 購物狂的異想世界 Confessions of a Shopaholic (2000)
- 購物狂挑戰曼哈頓 Shopaholic Takes Manhattan (2001)
- 購物狂，我們結婚吧 Shopaholic Ties the Knot (2001)
- 購物狂姊妹花 Shopaholic and Sister (2004)
- 購物狂與寶寶 Shopaholic and Baby (2007)
- 迷你購物狂 Mini Shopaholic (2010)
- 購物狂征服好萊塢 Shopaholic to the Stars (2014)
- 購物狂沙漠大冒險 Shopaholic to the Rescue (2015)

## 其他著作
- 我的A級祕密 Can You Keep a Secret? (2004)
- 家事女神 The Undomestic Goddess (2005)
- 還記得我嗎? Remember Me? (2008)
- 1920魔幻女孩 Twenties Girl (2009)
- 真愛通話中 I've Got Your Number (2012)
- 蜜月告急 Wedding Night (2013)
- 我的（不）完美人生 My Not So Perfect Life (2018)

## 外部連結
- 官方网站